# Andrzej Pawłowski (reżyser)
Andrzej Pawłowski (ur. 26 lipca 1953 w Warszawie) – polski psycholog, reżyser teatralny, doktor habilitowany, wykładowca i profesor nadzwyczajny Wydziału Reżyserii Akademii Teatralnej w Warszawie.

## Nauka i praca
W 1972 ukończył VI Liceum Ogólnokształcące im. Tadeusza Reytana w Warszawie, gdzie był pod wpływem wybitnego polonisty Ireneusza Gugulskiego. Należał do 1 WDH „Czarna Jedynka” w latach świetności tej drużyny harcerskiej (drużynowi: Michał Kulesza, Piotr Naimski). W 1977 uzyskał dyplom psychologa klinicznego na Wydziale Psychologii Uniwersytetu Warszawskiego, następnie pracował jako psychoterapeuta w Ośrodku Terapii Rodzin Kazimierza Jankowskiego. W 1983 ukończył studia na Wydziale Reżyserii Państwowej Wyższej Szkoły Teatralnej w Warszawie, reżyserując spektakl „Pornografia” według W. Gombrowicza. W 1983–1989 pracował w Teatrze Ateneum na etacie reżysera, wystawiając wiele spektakli (m.in. Trans-Atlantyk Gombrowicza, Balkon Geneta, Ryszard III Szekspira). W 1989 był autorem pomysłu i realizatorem I Festiwalu Gombrowiczowskiego we Wrocławiu, gdzie wystawił widowisko plenerowe pt. Podglądanie Gombrowiczem. W 1989–1992 był dyrektorem naczelnym i artystycznym Teatru Studyjnego w Łodzi. W 1991–1997 był reżyserem w Teatrze Ateneum i w Teatrze TV, wystawiając m.in. Kosmos według Gombrowicza, Kubusia Fatalistę Diderota, Pod wulkanem Lowry’ego, Sceny z egzekucji Barkera, Arkadię Stopparda i in. Wykładał sztukę reżyserii oraz zagadnienia dramaturgii na Wydziale Reżyserii Akademii Teatralnej w Warszawie. Na początku XXI wieku  reżyserował m.in. Xięcia Niezłomnego Calderona/Słowackiego, Opętanych i spektakl Ślub W. Gombrowicza, był pomysłodawcą i organizatorem obchodów i imprez Roku Gombrowicza 2004.  Wyreżyserował ponad 45 spektakli teatralnych.

## Kontrowersje
W lipcu 2018 roku studentki, studenci oraz absolwenci Wydziału Reżyserii Akademii Teatralnej w Warszawie skierowali do mediów list protestacyjny, w którym oskarżyli Andrzeja Pawłowskiego o dokonywanie wobec studentów zachowań przemocowych. Po rozpoznaniu sprawy, w odpowiedzi na te zarzuty Andrzej Pawłowski został zawieszony w wykonywaniu zawodu nauczyciela akademickiego przez władze Akademii Teatralnej.

## Wyróżnienia
- 1984 – I nagroda za reżyserię na Festiwalu Polskich Sztuk Współczesnych za Pornografię Gombrowicza
- 1988 – pierwsza nagroda na Festiwalu Monodramów za spektakl pt. Firma Portretowa według Witkacego.
- 1992 – nagroda Teatru TV za spektakl pt. Pod Wulkanem według M. Lowry’ego
- 1996 – nagroda I stopnia Rektora Akademii Teatralnej za osiągnięcia artystyczne i dydaktyczne
- 1999 – nagroda publiczności za spektakl pt. Książę Niezłomny
- 2004 – nagroda za Ślub Gombrowicza
- 2007 – ponownie nagroda I stopnia Rektora Akademii Teatralnej za osiągnięcia artystyczne i dydaktyczne